# スイス自由民主党
スイス自由民主党・リベラル（ドイツ語: Freisinnig-Demokratischen Partei.Die Liberalen）は、スイスの自由主義政党。フランス語圏では急進自由党（フランス語: Les Libéraux-Radicaux）を名乗っている。
1894年に結成されたスイス自由民主党が2009年に小政党の自由党（リベラル党、Liberale Partei der Schweiz）を吸収したもの（フランス語圏では合同前は急進民主党を名乗っていた）。スイスキリスト教民主党、スイス社会民主党、スイス国民党とともにマジック・フォーミュラーと呼ばれるスイスの連立政権を担ってきた。
政策は古典的自由主義を基調とする。
欧州レベルでは欧州自由民主改革党の、世界規模では自由主義インターナショナルのメンバーである。